# Vela (architettura)

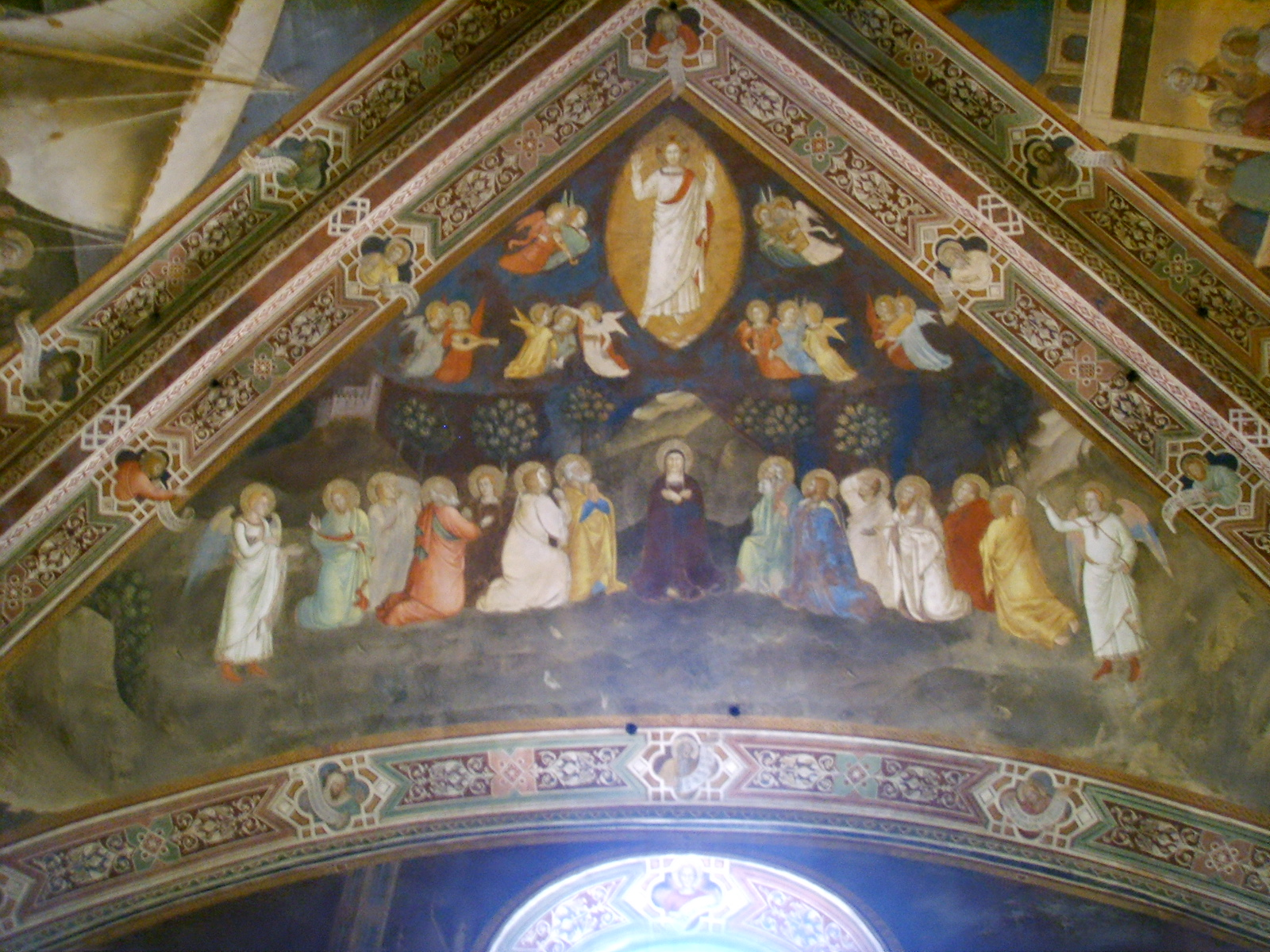
Vela dipinta con lAscensione, Andrea di Bonaiuto, Cappellone degli Spagnoli, Santa Maria Novella, Firenze

La vela è uno dei quattro (o più) spicchi della volta a crociera o anche la superficie a volta che copre uno spazio quadrato.
Le vele che formano la volta a crociera sono anche chiamate unghie
La vela ha una particolare importanza in Italia, dove veniva decorata da affreschi. Nelle quattro vele della tipica volta a crociera venivano dipinti spesso episodi collegabili con il numero quattro, tra i quali il più frequente erano i quattro evangelisti. Altre volte erano decorate da un più semplice cielo stellato, che comunque grazie ai preziosi pigmenti blu oltremare garantiva spesso un effetto altrettanto spettacolare.